# Avril 1933
Cette page présente les faits marquants du mois d'avril 1933.

## Événements
- 1er avril, Allemagne : début des violences anti-juives et boycott des magasins juifs.
- 1er au 7 avril : raid Paris - Saïgon par la pilote française Maryse Hilsz. Après 8 escales intermédiaires, elle atteint Saïgon en 5 jours, 20 heures et 13 minutes.
- 3 avril :  premier survol de l'Everest par deux Westland PV-3 et PV-6 britanniques pilotés par Clydesdale, Mac Intyre et Blacker.
- 4 avril : le dirigeable américain « Akron » s'abîme dans l'océan Atlantique. Sur les 77 personnes embarquées, seulement quatre sont récupérées par le navire allemand Phoebus. Pendant les opérations de secours, le dirigeable américain « Blimp » s'abîme également en mer. Un hydravion sauve 6 des 7 personnes qui se trouvaient à bord.
- 6 avril : Édouard Daladier accepte le projet de « pacte à quatre » proposé par Mussolini qui devait regrouper l’Italie, le Royaume-Uni, la France et l’Allemagne et permettre de réviser les traités de l’après-guerre.
- 7 avril, Allemagne : 
  - Loi sur le rétablissement du système des fonctionnaires de profession :
    - Légalisation de l'élimination des juifs de la fonction publique.
    - Début de l'émigration juive; à la fin de l'année, 35 000 juifs auront quitté le pays.

  - Interdiction du KPD (Parti communiste). Ses biens sont saisis. Suppression du fédéralisme.
- 9 avril : Mille Miglia

- 10 avril : le lieutenant Francesco Agello établit le record de vitesse à 682 km/h sur Macchi-Castoldi MC.72.
- 16 - 17 avril, France : congrès socialiste d'Avignon voyant l'opposition Blum-Renaudel.
- 19 avril (Portugal) : promulgation de la Constitution[1] et naissance officielle de l’Estado Novo. Le Premier ministre António de Oliveira Salazar met en place une « dictature raisonnable », qu’il oppose aux dictatures aveugles que sont les dictatures militaires.
- 21 avril : premier vol du Potez 432.
- 23 avril : Grand Prix automobile de Monaco.
- 26 avril :
  - Allemagne : Hermann Göring fonde la Gestapo.
  - Premier vol du Potez 53.
- 27 avril, Allemagne : le Stahlhelm (Casque d'acier), Freikorps d'extrême-droite fusionne avec le NSDAP.
- 28 avril (Union soviétique) : le parti communiste met en place des commissions d’épuration afin d’éliminer les « ennemis du peuple »

- 30 avril, Allemagne : le SPD se retire de l'Internationale

## Naissances
- 4 avril : Victor Perahia, survivant de la Shoah et témoin français († 29 septembre 2024).
- 5 avril : Joe Comuzzi, homme politique canadien († 31 décembre 2021).
- 6 avril : Henryk Niedźwiedzki, boxeur polonais († 9 février 2018).
- 7 avril : Wayne Rogers, acteur américain († 31 décembre 2015).
- 8 avril : Jaime Ostos, matador espagnol († 8 janvier 2022).
- 9 avril : 
  - Jean-Paul Belmondo, acteur français († 6 septembre 2021).
  - Franco Marini, politicien italien († 9 février 2021).
- 10 avril :
  - Rokusuke Ei, parolier, écrivain, essayiste et tarento japonais d'origine chinoise († 7 juillet 2016).
  - Cosmás Koronéos, poète et dramaturge grec († 10 septembre 2015).
  - Anne-Aymone Giscard d'Estaing, épouse de Valéry Giscard d'Estaing, président de la République française.
- 11 avril : François Gault, journaliste et écrivain français († 6 octobre 2017).
- 12 avril : Montserrat Caballé, cantatrice (soprano) espagnole († 6 octobre 2018).
- 14 avril : Iouri Oganessian, physicien nucléaire russe.
- 15 avril :
  - Elizabeth Montgomery, actrice américaine, († 18 mai 1995).
  - David Hamilton, photographe britannique († 25 novembre 2016).
- 16 avril : Takeo Watanabe, musicien et compositeur japonais († 2 juin 1989).
- 19 avril : Jayne Mansfield, actrice américaine († 29 juin 1967).
- 21 avril : Ian Carr, trompettiste de jazz britannique († 25 février 2009).
- 23 avril : Milena Salvini, danseuse française († 25 janvier 2022).
- 24 avril : Karashima Noboru, écrivain et historien japonais, professeur émérite à l'université de Tokyo († 26 novembre 2015).
- 25 avril : Marina Malfatti, actrice italienne († 8 juin 2016).
- 26 avril : 
  - Filiberto Ojeda Ríos, militant indépendantiste portoricain († 23 septembre 2005).
  - Arno Allan Penzias, physicien américain († 22 janvier 2024).
- 27 avril :
  - Calvin Newborn, guitariste de jazz américain († 1er décembre 2018).
  - Liam Tuohy, joueur et entraîneur de football irlandais († 13 août 2016).
- 29 avril : Rod McKuen, poète, compositeur et parolier américain († 29 janvier 2015).
- 30 avril :
  - Vittorio Merloni, industriel et chef d’entreprise italien († 18 juin 2016).
  - György Mészáros, kayakiste hongrois († 14 septembre 2015).

## Décès
- 14 avril : Daniel Hunter McMillan, lieutenant-gouverneur du Manitoba.
- 20 avril : Bill Lancaster, aviateur britannique
- 29 avril : Constantin Cavafy, poète grec d'Alexandrie, d'un cancer de la gorge.